# Campeonato Europeo Sub-18 1948
El Campeonato Europeo Sub-18 de 1948, oficialmente conocido como Campeonato Junior de la FIFA de 1948, fue la I edición del máximo torneo europeo de selecciones juveniles. Fue realizado en Londres entre el 15 y 17 de abril de 1948. La selección local se quedó con el título.

## Equipos participantes
En cursiva los debutantes.
| Equipos participantes | Equipos participantes | Equipos participantes | Equipos participantes |
| --------------------- | --------------------- | --------------------- | --------------------- |
| Austria               | Gales                 | Irlanda               | Italia                |
| Bélgica               | Inglaterra            | Irlanda del Norte     | Países Bajos          |

## Resultados
|  | Cuartos de final     | Cuartos de final     |                      |        | Semifinales  | Semifinales  |  |  | Final                | Final |
|  |                      |                      |                      |        |              |              |  |  |                      |       |
|  | Londres, 15 de abril |                      |                      |        |              |              |  |  |                      |       |
|  |                      |                      |                      |        |              |              |  |  |                      |       |
|  | Inglaterra           | 4                    |                      |        |              |              |  |  |                      |       |
|  | Inglaterra           | 4                    | Londres, 16 de abril |        |              |              |  |  |                      |       |
|  | Gales                | 0                    |                      |        |              |              |  |  |                      |       |
|  | Gales                | 0                    | Inglaterra           | 3      |              |              |  |  |                      |       |
|  | Londres, 15 de abril |                      | Inglaterra           | 3      |              |              |  |  |                      |       |
|  |                      | Bélgica              | 1                    |        |              |              |  |  |                      |       |
|  | Bélgica              | Bélgica              | 1                    | 8      |              |              |  |  |                      |       |
|  | Bélgica              |                      | Londres, 17 de abril | 8      |              |              |  |  |                      |       |
|  | Irlanda del Norte    | 1                    |                      |        |              |              |  |  |                      |       |
|  | Irlanda del Norte    | 1                    | Inglaterra           | 3      |              |              |  |  |                      |       |
|  | Londres, 15 de abril |                      | Inglaterra           | 3      |              |              |  |  |                      |       |
|  |                      | Países Bajos         | 2                    |        |              |              |  |  |                      |       |
|  | Países Bajos         | Países Bajos         | 2                    | 2      |              |              |  |  |                      |       |
|  | Países Bajos         | Londres, 16 de abril |                      | 2      |              |              |  |  |                      |       |
|  | Irlanda              | 0                    |                      |        |              |              |  |  |                      |       |
|  | Irlanda              | 0                    | Países Bajos         | 2      | Tercer lugar | Tercer lugar |  |  |                      |       |
|  | Londres, 15 de abril |                      | Países Bajos         | 2      |              |              |  |  |                      |       |
|  |                      | Italia               | 1                    |        |              |              |  |  |                      |       |
|  | Italia               | Italia               | 1                    | 2      | Bélgica      | 3            |  |  |                      |       |
|  | Italia               |                      |                      | 2      | Bélgica      | 3            |  |  |                      |       |
|  | Austria              | 0                    |                      | Italia | 1            |              |  |  |                      |       |
|  | Austria              | 0                    |                      |        | 1            |              |  |  |                      |       |
|  |                      |                      |                      |        |              |              |  |  | Londres, 17 de abril |       |
|  |                      |                      |                      |        |              |              |  |  |                      |       |

### Primera fase
| 15 de abril de 1948 | Inglaterra | 4:0 | Gales | QPR, Londres |  |

| 15 de abril de 1948 | Bélgica | 8:1 | Irlanda del Norte | Selhurst Park, Londres |  |

| 15 de abril de 1948 | Países Bajos | 2:0 | Irlanda | Vicarage Road, Londres |  |

| 15 de abril de 1948 | Italia | 2:0 | Austria | Upton Park, Londres |  |

### Semifinales
| 16 de abril de 1948 | Inglaterra | 3:1 | Bélgica | Upton Park, Londres |  |

| 16 de abril de 1948 | Países Bajos | 2:1 | Italia | QPR, Londres |  |

### Resto del torneo

#### Torneo consolación

##### Quinto y sexto lugar
|  | Semifinales          | Semifinales |   |  | Final                | Final |  |
|  |                      |             |   |  |                      |       |  |
|  | Londres, 16 de abril |             |   |  |                      |       |  |
|  | Gales                | 1           |   |  |                      |       |  |
|  | Irlanda del Norte    | 4           |   |  |                      |       |  |
|  |                      |             |   |  |                      |       |  |
|  |                      |             |   |  | Londres, 17 de abril |       |  |
|  |                      |             |   |  | Irlanda del Norte    | 2     |  |
|  |                      | Irlanda     | 3 |  |                      |       |  |
|  |                      |             |   |  |                      |       |  |
|  |                      |             |   |  |                      |       |  |
|  |                      |             |   |  |                      |       |  |
|  | Londres, 16 de abril |             |   |  |                      |       |  |
|  | Irlanda              | 1           |   |  |                      |       |  |
|  | Austria              | 0           |   |  |                      |       |  |

###### Primera fase
| 16 de abril de 1948 | Gales | 1:4 | Irlanda del Norte | Selhurst Park, Londres |  |

| 16 de abril de 1948 | Irlanda | 1:0 | Austria | Vicarage Road, Londres |  |

###### Quinto lugar
| 17 de abril de 1948 | Irlanda | 3:2 | Irlanda del Norte | White Hart Lane, Londres |  |

##### Tercer lugar
| 17 de abril de 1948 | Bélgica | 3:1 | Italia | White Hart Lane, Londres |  |

#### Torneo oficial

##### Final
| 17 de abril de 1948 | Inglaterra | 3:2 | Países Bajos | White Hart Lane, Londres |  |

## Posiciones finales
| Equipo | Equipo            | Pts | PJ | PG | PE | PP | GF | GC | Dif | Rend    |
| ------ | ----------------- | --- | -- | -- | -- | -- | -- | -- | --- | ------- |
| 1      | Inglaterra        | 6   | 3  | 3  | 0  | 0  | 10 | 3  | +7  | 100,00% |
| 2      | Países Bajos      | 4   | 3  | 2  | 0  | 1  | 6  | 4  | +2  | 66,66%  |
| 3      | Bélgica           | 4   | 3  | 2  | 0  | 1  | 12 | 5  | +7  | 66,66%  |
| 4      | Italia            | 2   | 3  | 1  | 0  | 2  | 4  | 5  | -1  | 33,33%  |
| 5      | Irlanda           | 4   | 3  | 2  | 0  | 1  | 4  | 4  | 0   | 66,66%  |
| 6      | Irlanda del Norte | 2   | 3  | 1  | 0  | 2  | 7  | 12 | -5  | 33,33%  |
| 7      | Austria           | 0   | 2  | 0  | 0  | 2  | 0  | 3  | -3  | 0,00%   |
| 8      | Gales             | 0   | 2  | 0  | 0  | 2  | 1  | 8  | -7  | 0,00%   |